# Heinsberg
Heinsberg é uma cidade da Alemanha, capital do distrito homónimo, na região administrativa de Colónia, estado da Renânia do Norte-Vestfália.